# Мотыка, Юзеф
Юзеф Мотыка (пол. Józef Motyka, 1900—1984) — польский учёный-лихенолог.

## Биография
Юзеф Мотыка родился 23 марта 1900 года в деревне Концлова близ города Грыбув. Учился в Ягеллонском университете в Кракове, где находился под влиянием профессора Владислава Шафера. Ещё будучи студентом принимал участие в экспедициях по исследованию флоры Татр. В 1924 году издал две публикации по эпиксильным лишайникам Татр, самые подробные монографии сообществ этих организмов на начало XX века. В 1925 году получил степень доктора философии. Последующие десять лет Мотыка занимался подготовкой монографии крупного рода Уснея. В 1926 году посетил Женеву, Париж и Лондон, в 1929 — Норвегию, Швецию и Финляндию. Монография была издана в 1936—1938 на латинском языке.
В начале Второй мировой войны Мотыка находился во Львове, до 1944 года работал в ботаническом саду. После войны некоторое время преподавал в школе в Грыбуве, в 1945 году стал директором отделения географии и систематики растений и адъюнкт-профессором ботаники недавно образованного Университета им. Марии Кюри-Склодовской в Люблине. Занимался изучением экологии и геоботаники.
После 1956 года продолжил изучение лихенологии. В 1960 году он стал полным профессором Люблинского университета.
Скончался 6 июля 1984 года.

## Некоторые публикации
- Motyka, J.; Panycz, T. Rośliny lecznicze i przemysłowe w Polsce. — Lwów, Warszawa. — 334 p.
- Motyka, J. Lichenum generis Usnea studium monographicum. — Lublin, 1936—1947. — 3 vols.
- Motyka, J. Rozmieszczenie i ekologia roślin naczyniowych na północnej krawedzi zachodniego Podola. — Lublin, 1947. — 400 p.
- Motyka, J. O zadaniach i metodach badań geobotanicznych. — Lublin, 1947. — 168 p.
- Motyka, J. Geobotanika. — Warszawa, 1953. — 410 p.
- Motyka, J. Wstęp do biologii. — Lublin, 1955. — 265 p.
- Motyka, J. Wśród roślin wiecznego lata. — Warszawa, 1962. — 307 p.
- Motyka, J. Ekologia roślin. — Warszawa, 1962. — 454 p.
- Motyka, J. Hymenelia, Aspicilia, Lecanorella, Protoplacodium, Manzonia. — Lublin, 1995. — 384 p.
- Motyka, J. Pinacisca, Lecidorina, Urceolaria, Semilecanora, Paraplacodium, Koerberiella, Lecidora, Pseudoplacodium, Tephromela. — Lublin, 1996. — 627 p.
- Motyka, J. Lecanora. — Lublin, 1996. — 598 p.
- Motyka, J. Placodium, Squamarina, Harpidium, Trapelina, Mosigia. — Lublin, 1996. — 160 p.

## Виды, названные в честь Ю. Мотыки
- Alectoria motykae D.Hawksw., 1971 [≡ Bryoria motykae (D.Hawksw.) Brodo & D.Hawksw., 1977]
- Alectoria motykana Bystrek, 1970 [≡ Bryoria motykana (Bystrek) Bystrek, 1986]
- Ramalina motykana Bystrek, 1966
- Usnea motykae Räsänen, 1937
- Usnea motykana Bystrek & Wójciak, 1994